# Арди
Арди је фосилни налаз бића из врсте ардипитекус рамидус (лат. Ardipithecus ramidus), изумрле врста примата из веома ране фазе развоја хоминида, које је живео пре око 4,4 милиона година у доба раног Плиоцена.. Иако је откривена 1994. године палеонтолозима је било потребно 15 година да потврде датовање налаза.
Тим Вајт, амерички палеонтолог и биолог који је са Доналдом Џохансоном открио Луси, пронашао 17 фрагмената фосила рамидуса у депресији Афар у средњем току Аваша у Етиопији. Очувано је 45% скелетног материјала. Сматра се да је Арди старија око милион година од Луси и да је живела пре око 4,4 милиона година. Била је ниског раста (око 120 центиметара) и тежине око 50 килограма. Запремина мозга била је између 300 и 350 cm³, што је запремина слична оној коју имају шимпанзе и чини само 25% запремине мозга савременог човека.
Сматра се да је Арди давни предак човека и претходник аустралопитекуса. Фосили су откривени у Етиопији у Афарској пустињи, на локалитету Арамис, 74 километара удељаном од места где је откривен чувени аустралопитекус Луси у септембру 1994. године у слоју између два вулканска стратума, према којима је извршено датовање.